# Володиславське князівство
Володиславське князівство або Володиславське панство (чеськ. Vladislavské knížectví, пол. Wodzisławskie Państwo Stanowe) або в німецькій традиції герцогство Лослау (нім. Herzogtum Loslau) — історичне удільне Сілезьке князівство зі столицею у Володиславі, що існувало в 1306—1502 роках. Виникло в пізній період поділу самостійних Сілезьких князівств на території Ратиборського князівства, в якому правили князі з Ратиборської гілки династії Сілезьких П'ястів та з династії Сілезьких Пржемисловичів. У 1502—1809 роках — Сілезький становий панський маєток.

## Історія
Землі навколо Володислава спочатку входили до Ратиборського князівства, яким правили Сілезькі П'ясти до 1326 року, а потім увійшли до Опавського князівства династії Сілезький Пршемисловичів.

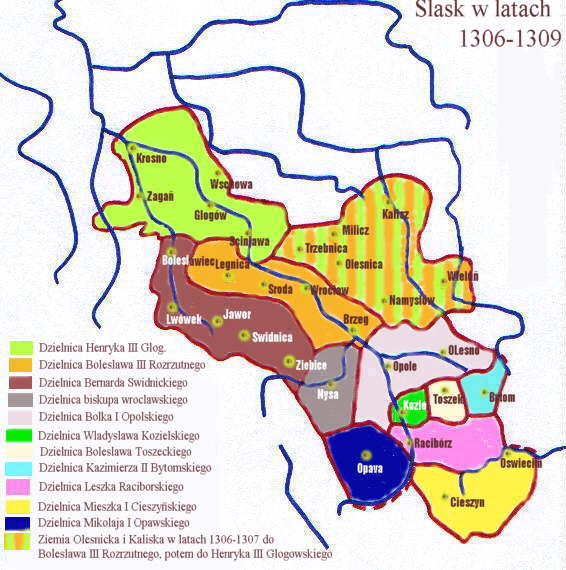
Мапа князівств

Першою удільною княгинею була Ганна Мазовецька, яка володіла Володиславським князівством з 1306 року до своєї смерті у 1324 році. 

У 1324—1351 роках князівством правила княгиня Констанція Володиславська з роду Сілезьких П'ястів. Після цього воно перебувало під безпосереднім управлінням Опавських Пршемисловичів.
1377 року, після розділу Опавсько-Ратиборського князівства, Володиславська земля увійшла до складу Карновського князівства. Пізніше, разом з ним повернулась до Рабиторського князівства. 1437 року знову відійшла від Ратибора і до 1464 року належала Рибницькому князівству.
Друге удільне Володиславське князівство (Księstwo Wodzisławskie, Herzogtum Loslau) існувало в 1464—1502 роках, коли ним правив князь Іван IV Карновський, який 1474 року був вимушений поступитися Карновським князівством королю Матвію Корвіну та який помер у Володиславському палаці 1483 року. Оскільки у Івана IV не було спадкоємців, Володиславське князівство стало імедіатним князівством та частиною земель Богемської корони.
Володарем князівства став король Матвій Корвін, а після нього король Володислав Ягелончик. Князь Іван V Ратиборський, за згоди короля, приєднав Володислав до своїх володінь.
1502 року король Володислав Ягелончик передав Володиславське князівство Єжи Саленбергу, перетворивши князівство на станове панство, і призначив Саленберга першим паном маєтку.
До 1526 року Володиславське панство залишалися під владою Богемських королів, потім з 1526 по 1742 рік у складі Габсбурзької монархії.

Після Сілезьких воєн маєток увійшов до складу Прусського королівства. Свою адміністративну самостійність зберігав до 1809 року. Під час існування панства Водзислав мав статус приватного міста. На території Володиславського панства в ХХ ст. було створено Водзиславський повіт.

## Володиславські правителі
Князі та Пани Володиславські

- 1306—1324: Ганна Мазовецька, дружина князя Перемислава Ратиборського
- 1324—1351: Констанція Володиславська, донька князя Перемислава Ратиборського
- 1351—1365: Микола ІІ Опавський, зять князя Перемислава Ратиборського

- 1437—1454: Микола V Карновський, син князя Івана ІІ Ратиборсько-Карновського
- 1454—1456: Іван IV Карновський, Вацлав III Рибницький, сини князя Миколи V
- 1456—1483: Іван IV Карновський
- 1483—1490: Матвій Корвін, король Богемії і Угорщини
- 1483—1491: Іван V Ратиборський, двоюрідний брат Івана IV, онук князя Івана ІІ Ратиборсько-Карновського
- 1491—1502: Володислав II Ягелончик, король Богемії і Угорщини

- 1502—1517: Єжи Саленберг, пан Володиславський
- 1517—1527: Бальтазар Вельчек, пан Володиславський
- 1528—1556: Ян Планкнар
- 1556—1601: Ян Планкнар II
- 1602—1616: Єжи Плавецький
- 1655–?: Габріель Плавецький
- ?–1668: Степан Плавецький
- 1668—1684: Єжи Шелепчений
- 1684—1696: Леопольд I Габсбург, імператор Священної Римської імперії
- 1696—1738: Фердинанд Йосип Дітрихштейн
- 1738—1773: Гвідобальд Йосип Дітрихштейн.